# Ściskoń brunatny
Ściskoń brunatny (Xylocoris cursitans) – gatunek pluskwiaka z podrzędu różnoskrzydłych i rodziny dziubałkowatych. Zamieszkuje lasy Holarktyki.

## Taksonomia
Gatunek ten opisany został po raz pierwszy w 1807 roku przez Carla Fredrika Falléna w Monographia Cimicum Sveciae pod nazwą Lygaeus cursitans. Jako lokalizację typową wskazano Landvetter w szwedzkim Västergötland. W 1831 roku Léon Jean Marie Dufour opisał go niezależnie pod nazwą Xylocoris rufipennis, wyznaczając gatunkiem typowym nowego rodzaju Xylocoris – stosownej synonimizacji dokonał w 1871 roku Odo Reuter.

## Morfologia

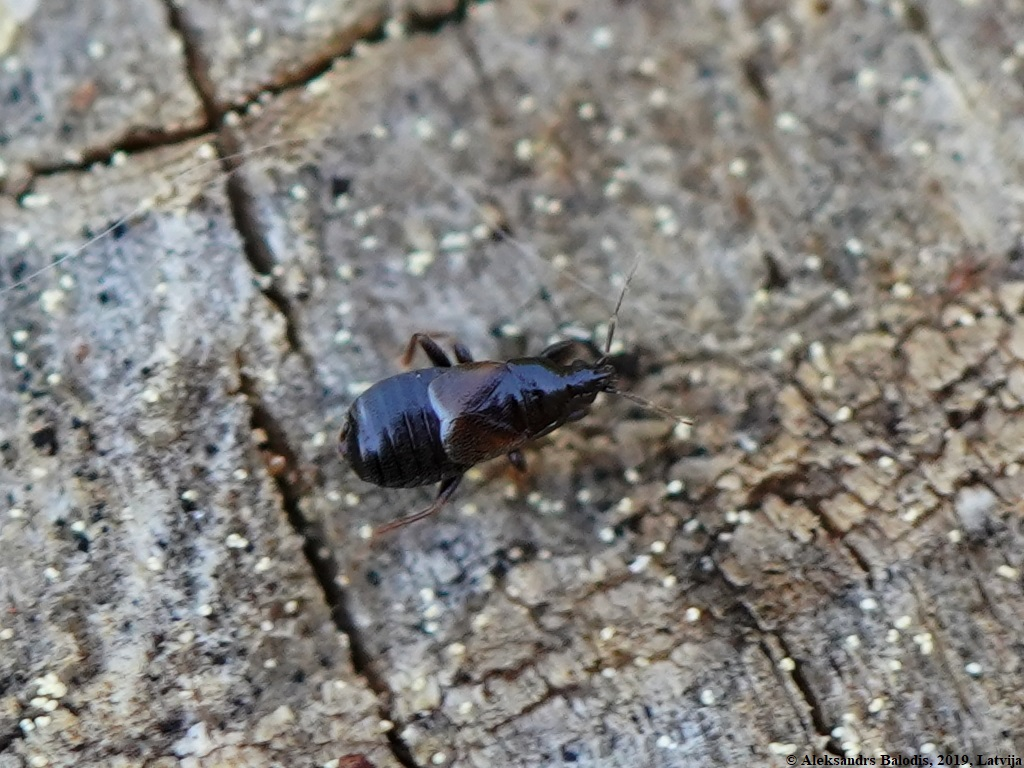
Owad dorosły formy krótkoskrzydłej

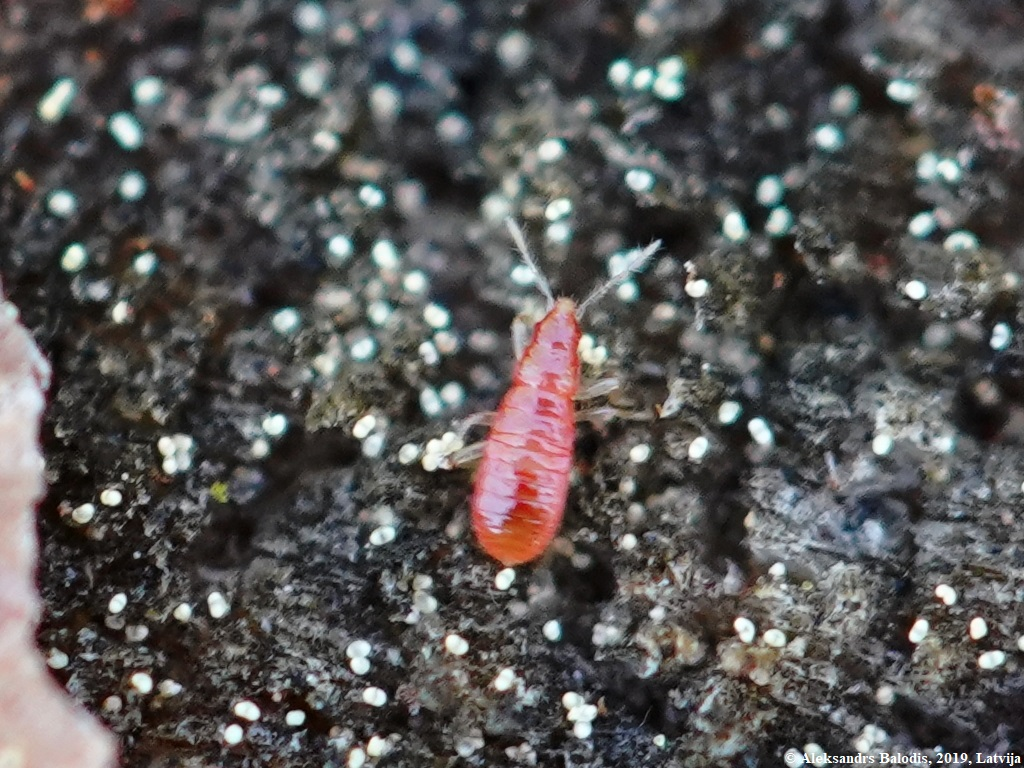
Pierwsze stadium larwalne

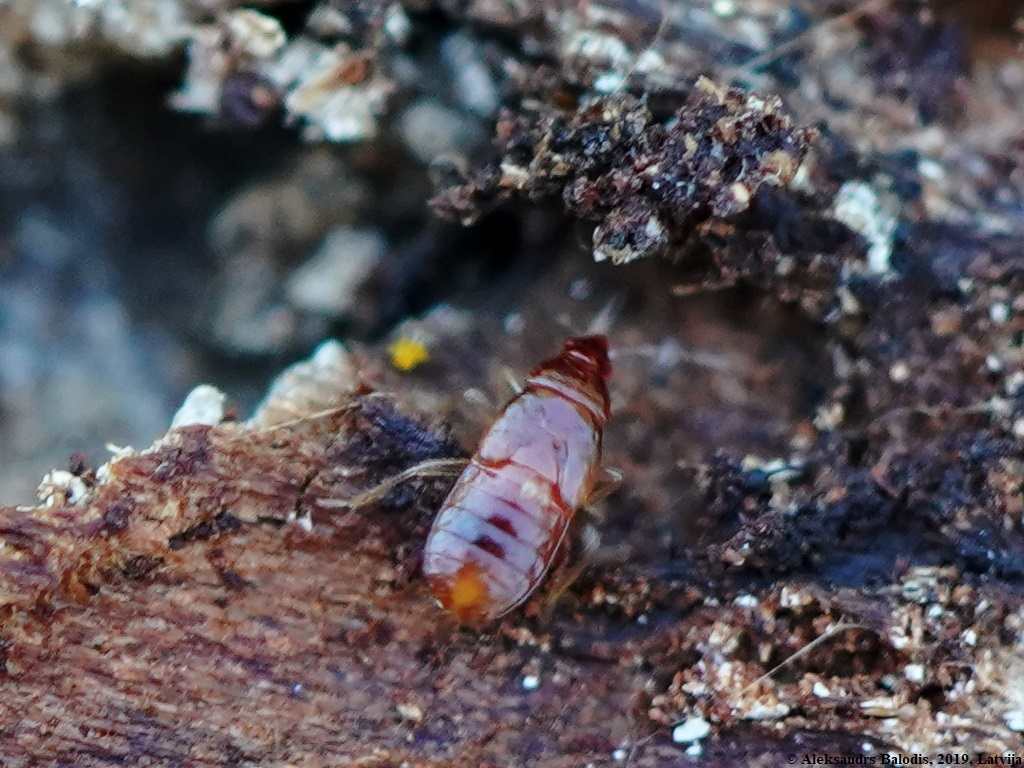
Późniejsze stadium larwalne

Pluskwiak o wydłużonym, owalnym w zarysie, wyraźnie spłaszczonym grzbietobrzusznie ciele długości od 2,25 do 2,5 mm u form długoskrzydłych oraz od 1,75 do 2,4 mm u form krótkoskrzydłych. Ciemnobrązowa głowa jest wydłużona z przodu, zaopatrzona w przyoczka i trójczłonową, zakrzywioną kłujkę. Czteroczłonowe czułki mają człony pierwszy i drugi grubsze i porośnięte krótkimi, ukośnie skierowanymi szczecinkami, a człony trzeci i czwarty cieńsze i porośnięte szczecinkami rzadkimi,  ustawionymi pionowo, dłuższymi niż dwukrotność średnicy członu. Drugi człon czułków jest jednobarwnie ciemnobrązowy do czarnego i krótszy niż łączna szerokość ciemienia i jednego oka złożonego, co odróżnia ten gatunek od X. piceus. Ciemnobrązowe lub czarne, trapezowate przedplecze nie tworzy na przedzie wyraźnej obrączki apikalnej, tylną krawędź ma prostą, a tylne kąty zaokrąglone i lekko wystające. Tarczka jest czarna. Półpokrywy są nagie lub bardzo krótko owłosione, przynajmniej na kliniku i zewnętrznej części przykrywki ciemnobrązowe. Powierzchnia przedplecza i półpokryw jest pozbawiona wyraźnego punktowania, gładka do lekko szagrynowanej. Odnóża przedniej pary mają uda pozbawione ząbków. Wszystkie pary mają trójczłonowe stopy. Kanaliki wyprowadzające gruczołów zapachowych zatułowia są zakrzywione i wierzchołkami zwrócone dogłowowo.

## Ekologia i występowanie
Owad ten zasiedla lasy, parki i ogrody. Bytuje pod korą drzew. Jest drapieżnikiem polującym głównie na larwy owadów kambiofagicznych i ksylofagicznych, w tym na przedstawicieli kornikowatych. Aktywne osobniki spotyka się od wiosny do jesieni. Stadium zimującym jest owad dorosły.
Gatunek holarktyczny. W Europie znany jest z Portugalii, Hiszpanii, Andory, Irlandii, Wielkiej Brytanii, Francji, Belgii, Holandii, Luksemburga, Niemiec, Szwajcarii, Austrii, Włoch, Malty, Danii, Szwecji, Norwegii, Finlandii, Estonii, Łotwy, Litwy, Polski, Czech, Słowacji, Węgier, Białorusi, Ukrainy, Mołdawii, Rumunii, Bułgarii, Słowenii, Chorwacji, Bośni i Hercegowiny, Serbii, Albanii, Macedonii Północnej, Grecji oraz europejskich części Turcji i Rosji. W Afryce Północnej notowany jest z Maroka, Algierii i Tunezji. W Azji podawany jest z syberyjskiej i dalekowschodniej części Rosji, azjatyckiej części Turcji, Gruzji, Armenii, Azerbejdżanu, Kazachstanu, Kirgistanu, Iranu, Mongolii, Chin i Japonii. Ponadto występuje w Ameryce Północnej na terenie Kanady i Stanów Zjednoczonych.